# まぼろしの邪馬台国
『まぼろしの邪馬台国』（まぼろしのやまたいこく）は、宮崎康平による日本の書籍。宮崎の半生と邪馬台国が島原にあるという学説とを同時に記した作品であり、小説でもなく評論でもなく分類が難しい作品。2008年（平成20年）秋、吉永小百合主演で映画化された。

## 概要
1965年（昭和40年）より「九州文学」に連載開始され、1967年（昭和42年）、講談社から出版。同年のベストセラー3位となる売り上げを見せた。同年、康平と妻和子の二人で第一回吉川英治文化賞を受賞した。
「邪馬台国はどこにあったか」という、いわゆる邪馬台国論争は専門の学者らの間でしか語られていなかったが、本作がきっかけとなり、一般人にまでその論争に火が点いた。邪馬台国の位置については、畿内説と九州説の二大仮説があり、宮崎は九州説を支持していた。
1968年、菊田一夫脚色により「まぼろしの邪馬台国」が東京宝塚劇場で演劇として上演された。
1980年（昭和55年）、その後の更なる研究内容が加筆された決定版が出版された。書籍はいずれも絶版であったが、2008年（平成20年）8月に講談社より新装版が発売された。

## 映画
2008年（平成20年）11月1日、東映系で封切。
本作は和子からの視点を中心に展開され、戦乱期の悲劇、康平との出会い、康平の目代わりとなって「邪馬台国探し」を続けて大成するまでの半生を軸に脚色して描かれており、原作との接点はあまり無い。
『本格科学冒険映画 20世紀少年 3部作』が近作であった堤幸彦が監督を務め、同作でも多用したスタジオセットやVFXを用いて作品の舞台の中心である昭和30-40年代の時代風景を忠実に再現している。また、主演の吉永小百合が劇中で30歳前半から50歳代までと年齢に幅のある和子役と康平の想像の中での卑弥呼を演じたこと、劇中歌のタイアップでセリーヌ・ディオンが日本語で歌唱する「ワールド・トゥ・ビリーヴ・イン 〜ヒミコ・ファンタジア」を使用したことが話題となった。
なお、宮崎和子の少女時代を演じた宮﨑香蓮は、宮崎康平の実の孫である。

### ストーリー
邪馬台国があった場所を生涯探し続けた宮崎康平と、盲目の康平を支え続けた妻・和子の物語。
NHK福岡放送局のラジオ番組「九州の歴史」でMCを務めるフリーのラジオ声優（現代で言うパーソナリティー）・和子は、島原鉄道（島鉄）社長かつ郷土史家である全盲の奇人・宮崎康平を番組に迎える。康平は情熱とかたくなさと包容力を併せ持つ人物であり、一声で和子にほれた康平は帰り際に島原へ来るよう勧める。
康平に対して怪訝（けげん）な印象を持ったが番組の打ち切りで時間の空いた和子は、島鉄本社を訪ねる。そこで和子が見たものは、傲慢なワンマン社長でありながら情に厚い康平の姿だった。康平は賃金の安さに不満をもつ社員のために観光バス事業を始め、和子をバスガイドの教師（講師）に任命すると言いだすが、和子の宿泊先として送り込んだ旅館で付けを溜め込んでいることを知り、康平は金に対して非常に無頓着であることを知る。
観光バスは軌道に乗ったように見えたが、のちの集中豪雨で鉄道が土砂災害に遭う。線路沿いを歩いていた康平はふとしたことから縄文土器に命を救われ、「邪馬台国は九州にある」と仮説を立てることになる。しかし放漫経営がたたり康平は島鉄社長罷免の憂き目に遭い、和子は福岡に帰ろうとするが、康平からプロポーズを受け思いとどまる。康平の人となりにひかれた和子は事実婚となり、魏志倭人伝を和子の読み聞かせにより読み解くなど邪馬台国の位置を研究することに情熱を燃やすことになる。家計が逼迫（ひっぱく）するものの、康平の助言で島原鉄道から有明銀行に転職した矢沢の計らいで頭取から当座の生活費の支援を受け、九州中を行脚する旅に出る。
1967年（昭和42年）に「まぼろしの邪馬台国」のブームが巻き起こる。康平は社業に復帰しバナナ園を開設させ、長男誠からは実妻の朋子の署名捺印（なついん）入りの離婚届を受け取り、事実婚であった和子と正式に婚姻する。そして「まぼろしの邪馬台国」の内容に満足しなかった康平は新たな探訪を始めた。1973年（昭和48年）、康平は「邪馬台国が埋もれている場所」を探し当て、そこに卑弥呼と邪馬台国が存在したと回想し、その場で倒れ、生涯を終える。

### キャスト
- 宮崎和子・卑弥呼：吉永小百合
- 宮崎康平：竹中直人
- 宮崎和子（少女時代）：宮﨑香蓮 ※ 特別出演
- 宮崎誠（少年時代）：崎本大海
- 宮崎照子：柳田衣里佳
- 佐々木一馬：窪塚洋介
- 佐々木一恵：松岡恵望子
- 矢沢：風間トオル
- 吉岡静香：黒谷友香
- 和子の父：平田満
- 和子の母：麻生祐未
- 一馬の父：小倉一郎
- 一馬の母：斉藤とも子
- 玉子：柳原可奈子
- 村井駅長：岡本信人
- 綾ばあさん：綾小路きみまろ
- 具雑煮屋「を加多屋」主人：不破万作
- 人夫：大仁田厚
- 学者：大槻義彦
- 司会者：草野仁
- 吉川英治賞主催者：井川比佐志
- 山田秘書：佐伯新
- 戸田亮吉（島鉄副社長）：石橋蓮司
- 岩崎伸一（島鉄役員）：ベンガル
- 江阪大吾（有明銀行頭取）：江守徹
- 古賀（ラジオディレクター）：大杉漣
- 佐野朋子：余貴美子
- 克江（島月旅館おかみ）：由紀さおり
- 菅原大吉、有吉弘行、江藤漢斉、有福正志、永倉大輔、大土井裕二、武内享ほか

### スタッフ
- 脚本：大石静
- 監督：堤幸彦
- 原案：宮崎康平
- 音楽：大島ミチル
- 音楽プロデューサー：津島玄一
- 選曲：石井和之
- 主題曲╱主題歌：セリーヌ・ディオン 「A World To Believe In -Himiko Fantasia-」
- 撮影：唐沢悟、坂本将俊、杉山紀行、三浦憲治
- 美術：相馬直樹
- 録音：田中靖志
- 照明：木村匡博
- 編集：深野俊英
- キャスティング：福岡康裕
- アソシエイト・プロデューサー：長坂信人
- 製作担当：篠宮隆浩
- 助監督：丸尾典子
- スクリプター：奥平綾子
- SFX╱VFXスーパーバイザー：原田大三郎、小関一智
- VFX：ナイス・デー、drop in company、日本エフェクトセンター、スタジオ・バックホーン、Motor/lieZ、あとりえTETO、AgentVFX
- ロケ協力：島原市、南島原市、吉野ヶ里歴史公園、佐賀県、阿蘇市、宇土市、長崎県フィルムコミッション、佐賀県フィルムコミッション　ほか
- 技術協力：池田屋、アップサイド
- 現像：東映ラボ・テック
- 製作統括：生田篤、神康幸
- 製作総指揮：岡田祐介、君和田正夫
- エグゼクティブ・プロデューサー：早河洋、木下直哉
- 企画：上松道夫、島本雄二、大月のぼる
- 製作者：塚本勲、依田巽、西村嘉郎、堀鐡蔵、福原英行、権藤満、川嵜隆生、荻谷忠男、濱幾太郎、小松崎和夫、前原晃昭、玉知夫、伊藤裕造
- プロデューサー：亀山慶二、冨永理生子、渡邊範雄
- 製作プロダクション：東映東京撮影所、オフィスクレッシェンド
- 製作委員会メンバー：東映、木下工務店、加賀電子、テレビ朝日、電通、読売新聞、ティー ワイ リミテッド、朝日放送、名古屋テレビ放送、東映ビデオ、九州朝日放送、西日本新聞社、北海道テレビ放送、広島ホームテレビ、報知新聞、長崎文化放送、新潟テレビ21、東日本放送
- タイトルデザイン：佐藤修悦

## エピソード
宮崎康平監督と主演の吉永小百合が島原の宮崎の実家を訪ねた際に、宮﨑香蓮が受賞していた国民的美少女コンテストのトロフィーを見て驚き、「もう事務所には所属しているのか？」と尋ねられた。その時宮崎香蓮はすでにオスカープロモーションに所属していた。
宮崎監督と吉永が実家を訪れたことを、香蓮はオスカープロモーションに伝えるのが若干遅れ、大変に怒られたがその後、無事に宮崎和子の少女時代に抜擢されることとなった。
（以上、2022/7/6ラジオビバリー昼ズ出演時の本人談）

## 書誌情報
- 宮崎康平『まぼろしの邪馬台国』講談社、1967年（昭和42年）1月。
- 宮崎康平『新版 まぼろしの邪馬台国』講談社、1980年（昭和55年）1月。
- 宮崎康平『新版 まぼろしの邪馬台国』講談社文庫、講談社、1982年1月。 ISBN 4-06-134148-0
- 宮崎康平『新装版 まぼろしの邪馬台国 第1部 白い杖の視点』講談社文庫、講談社、2008年8月。 ISBN 978-4-06-276135-2
- 宮崎康平『新装版 まぼろしの邪馬台国 第2部 伊都から邪馬台への道』講談社文庫、講談社、2008年8月。 ISBN 978-4-06-276136-9